# 75 Wall Street
75 Wall Street, auch Hyatt Centric Wall Street New York, früher Barclay Bank Building und Andaz Wall Street, ist ein Wolkenkratzer mit gemischter Nutzung in Manhattan in New York City, Vereinigte Staaten. Der frühere Büroturm beherbergt das von Blue Sky Hospitality betriebene 5-Sterne-Hotel „Hyatt Centric Wall Street“ sowie Eigentumswohnungen.

## Beschreibung
Das Gebäude befindet sich in Lower Manhattan im Financial District an der berühmten Wall Street zwischen Pearl Street und Water Street. Direkt gegenüber steht das 5-Sterne-Hotel The Wall Street Hotel. Südöstlich befinden sich unweit der East River, der FDR Drive sowie das Fährterminal Pier 11/Wall Street, wo die NYC Ferry mehrere Fährverbindungen innerhalb der Stadt anbietet. Die nächstgelegene U-Bahn-Station der New York City Subway ist die 150 Meter entfernte Station Wall Street an der Kreuzung Wall Street/William Street, die von den Linien  und  bedient wird.
Den anfangs 36-stöckigen Wolkenkratzer ließ die britische Bank Barclays als ihre nordamerikanische Firmenzentrale von der ihr beauftragten britischen Firma London & Leeds errichten. Entworfen wurde 75 Wall Street von dem Architekturbüro Welton Becket Associates. Vor Baubeginn fand eine dreimonatige archäologische Untersuchung des Baugeländes statt. Die bauausführende Firma London & Leeds spendete dem South Street Seaport Museum über 250.000 historische Artefakte, von denen viele aus den Ausgrabungen für 75 Wall Street stammten. Der Büroturm wurde Anfang 1987 fertiggestellt. Er war 143,3 Meter (470 Fuß) hoch und besaß 36 Stockwerke. Der mehrstöckige Sockel ist mit Granit verkleidet und besitzt an der Wall Street einen hohen Eingangsbogen. Die übrige Fassade besteht aus rotem Ziegelstein. Das hohe Erdgeschoss ist komplett von einer Kolonnade umgeben. Die Gebäudekrone hat man mit vielen abgewinkelten Pfeilern gegliedert. Von den etwa 60.000 m² Bürofläche nutzte Barclay 28.000 m², die übrigen Flächen wurden an andere Firmen vermietet. Zu den Mietern gehörten Knight Ridder, Dresdner Bank, J.P. Morgan & Co. und Fireman's Fund Insurance Company. Im Laufe der Jahre zogen die meisten Mieter nach und nach in andere Gebäude um.
JPMorgan Chase erwarb 2004 das Gebäude. Im Dezember 2005 kauften die Hakimian Organization und Peykar Brothers Realty 75 Wall Street für 185 Millionen US-Dollar und ließen das Bürogebäude für Wohn- und Gewerbezwecke umwidmen. 75 Wall Street wurde bis 2010 zu einem Gebäude mit gemischter Nutzung umgebaut, das in den unteren Etagen ein Luxushotel mit 253 Zimmern und darüber 346 Eigentumswohnungen beherbergt. Für den Umbau waren die SLCE Architects zuständig. Durch eine während des Umbaus erfolgte Aufstockung hat das Gebäude seit 2010 eine Höhe von 158 m (518 Fuß) und 37 Etagen. Der Wohnungsanteil in den obersten 24 Etagen wurde 2009 und das Hotel im Januar 2010 mit dem Namen „Andaz Wall Street“ in den unteren Etagen eröffnet. Das Hotel musste 2020 während der COVID-19-Pandemie schließen. Im Januar 2022 verkaufte die Hakimian Organization das Hotel für 84,7 Millionen US-Dollar an das private Investmentmanagementunternehmen Navika Capital. Das Hotel wurde am 26. Januar 2022 mit dem neuen Namen Hyatt Centric Wall Street New York wiedereröffnet. Den Bewohnern und Gästen stehen unter anderem ein Lounge auf dem Dach, ein orientalisches Restaurant und eine Bar zur Verfügung. Die Eingänge zu den Wohnungen und dem Hotel befinden sich in der Water Street. An der Südostseite des Gebäudes schließt sich ein öffentlicher Park mit Wasserfall an.

## Ansichten

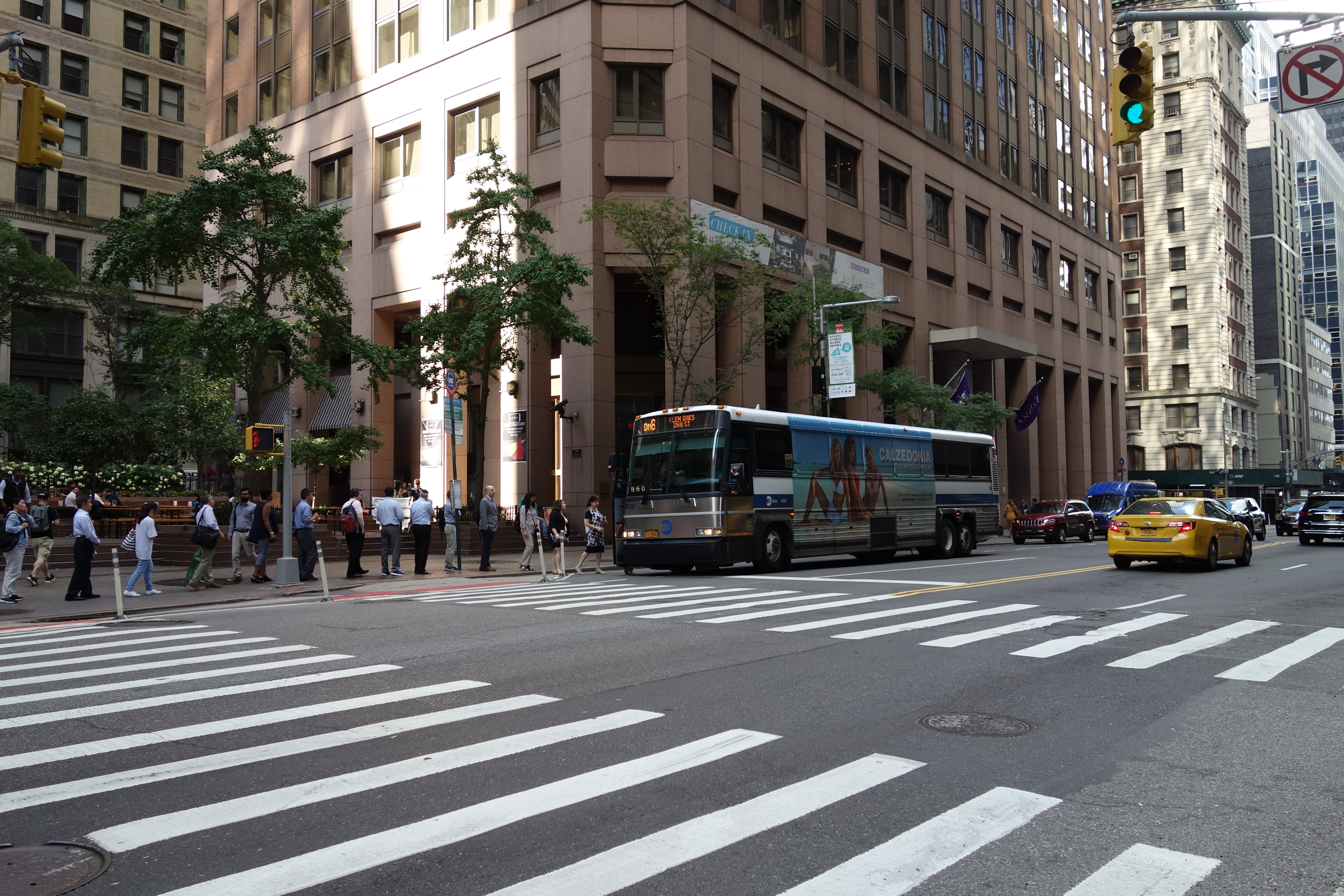
Blick auf den Sockel in der Water Street
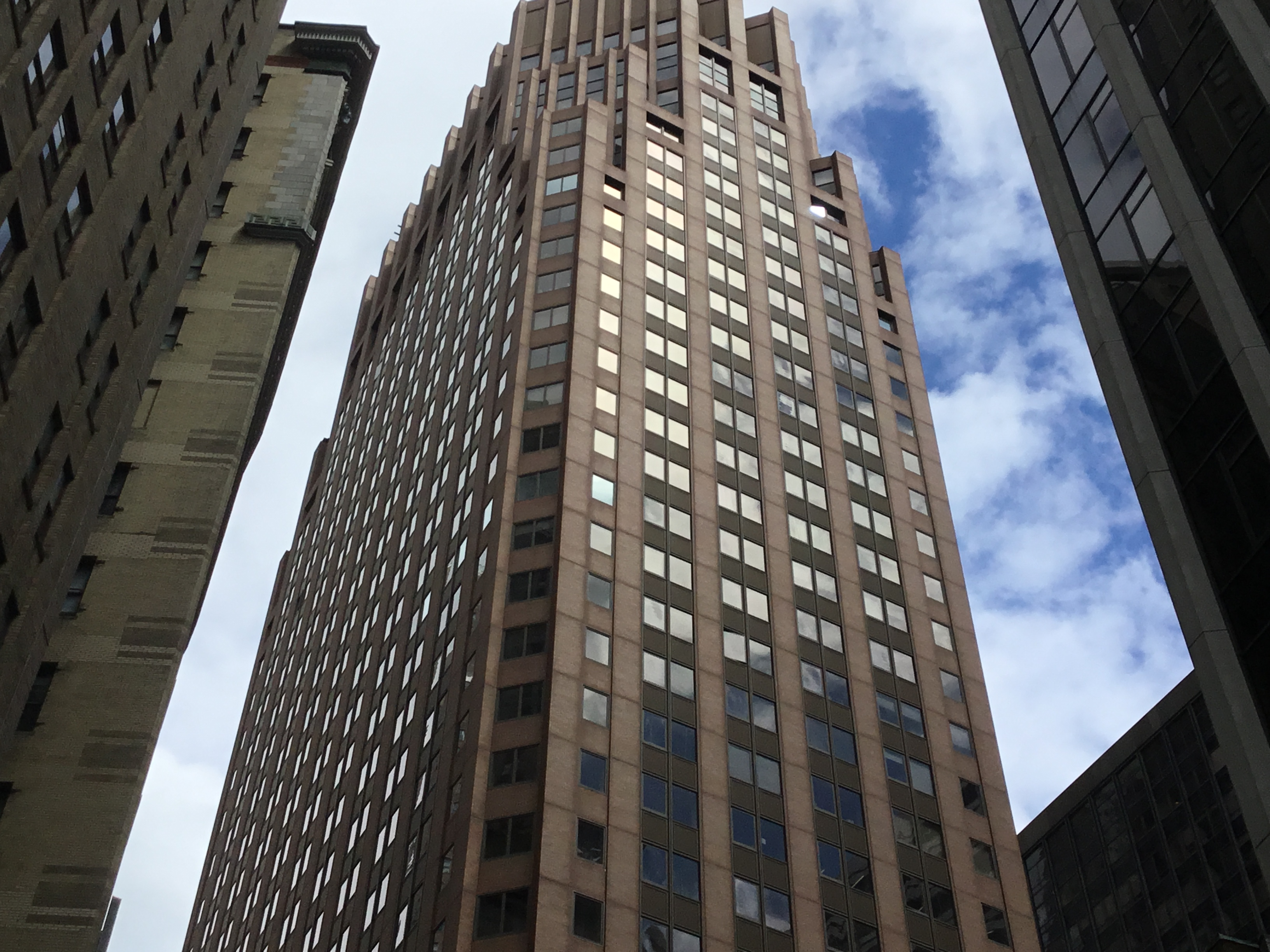
Fassadenansicht im Jahr 2022
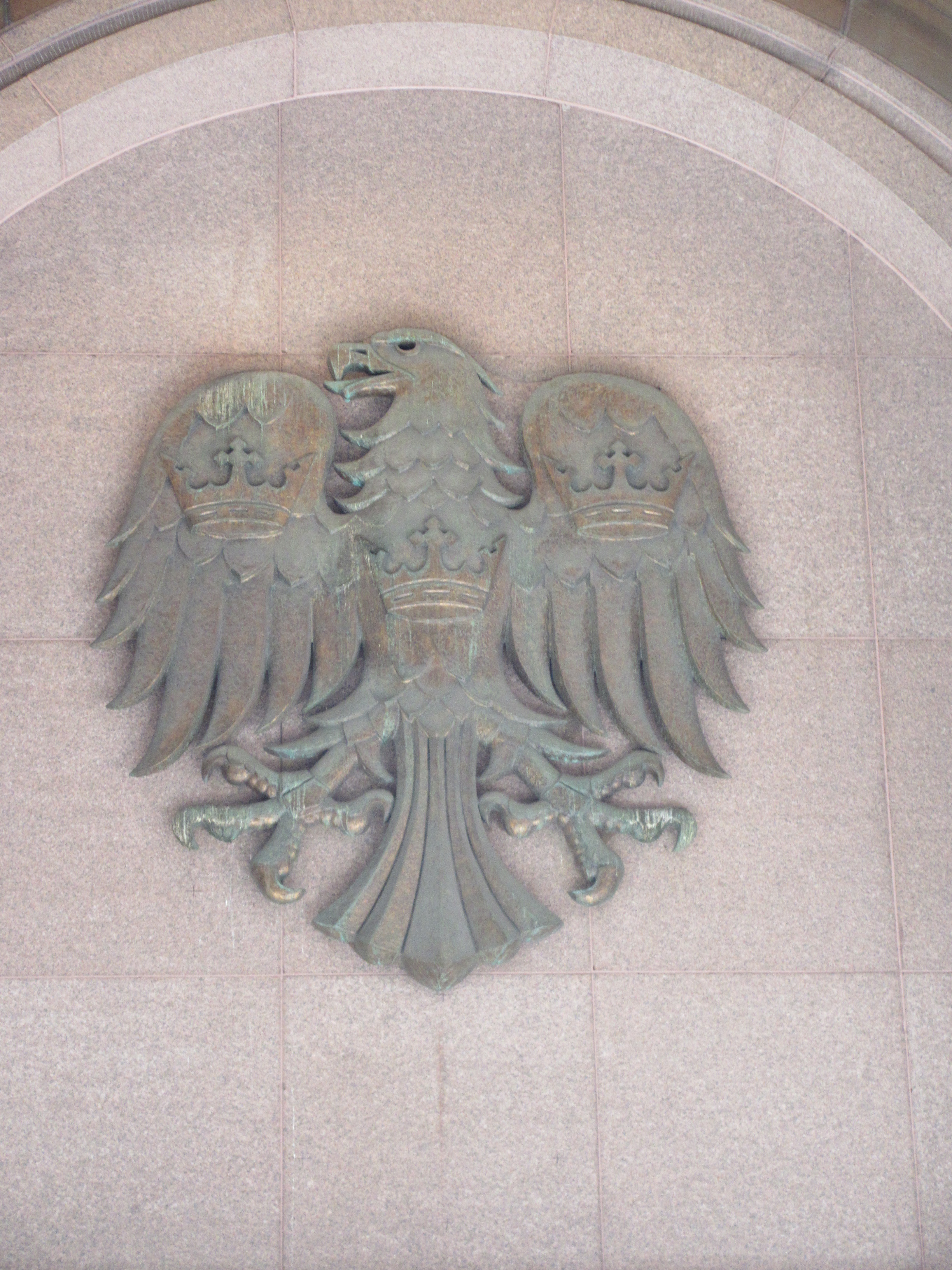
Adler im Eingangsbogen an der Wall Street
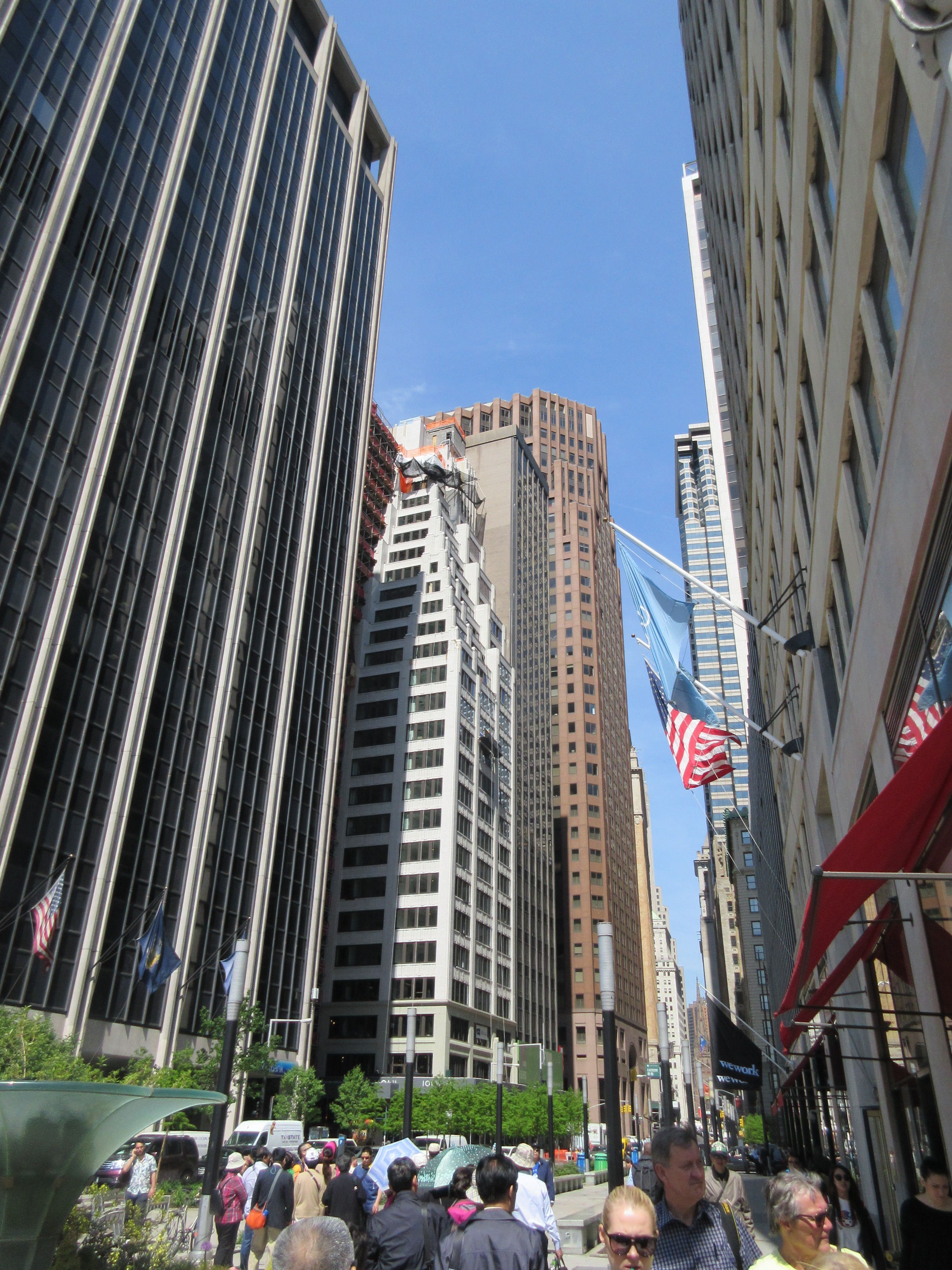
75 Wall Street im Straßenzug (Mitte)